# Système d'aide à la conduite, à l'exploitation et à la maintenance

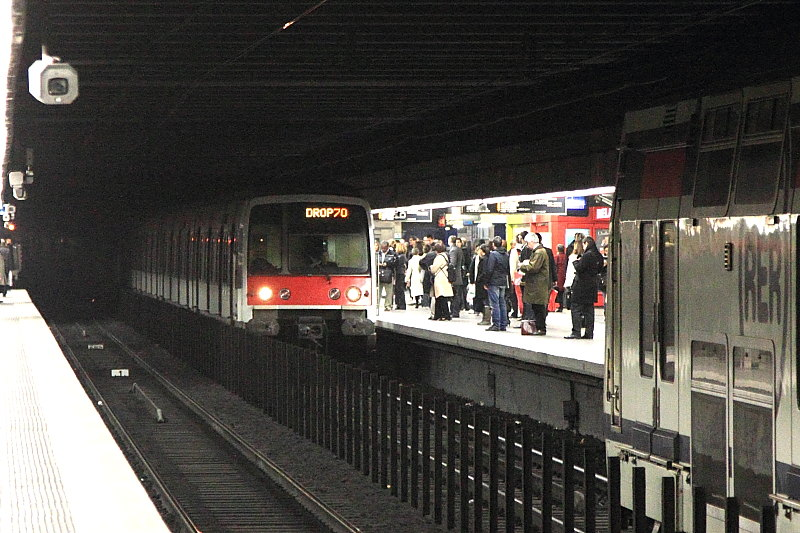
Een trein van de RER A rijdt station Auber binnen, terwijl de vorige trein het station nog niet helemaal verlaten heeft.

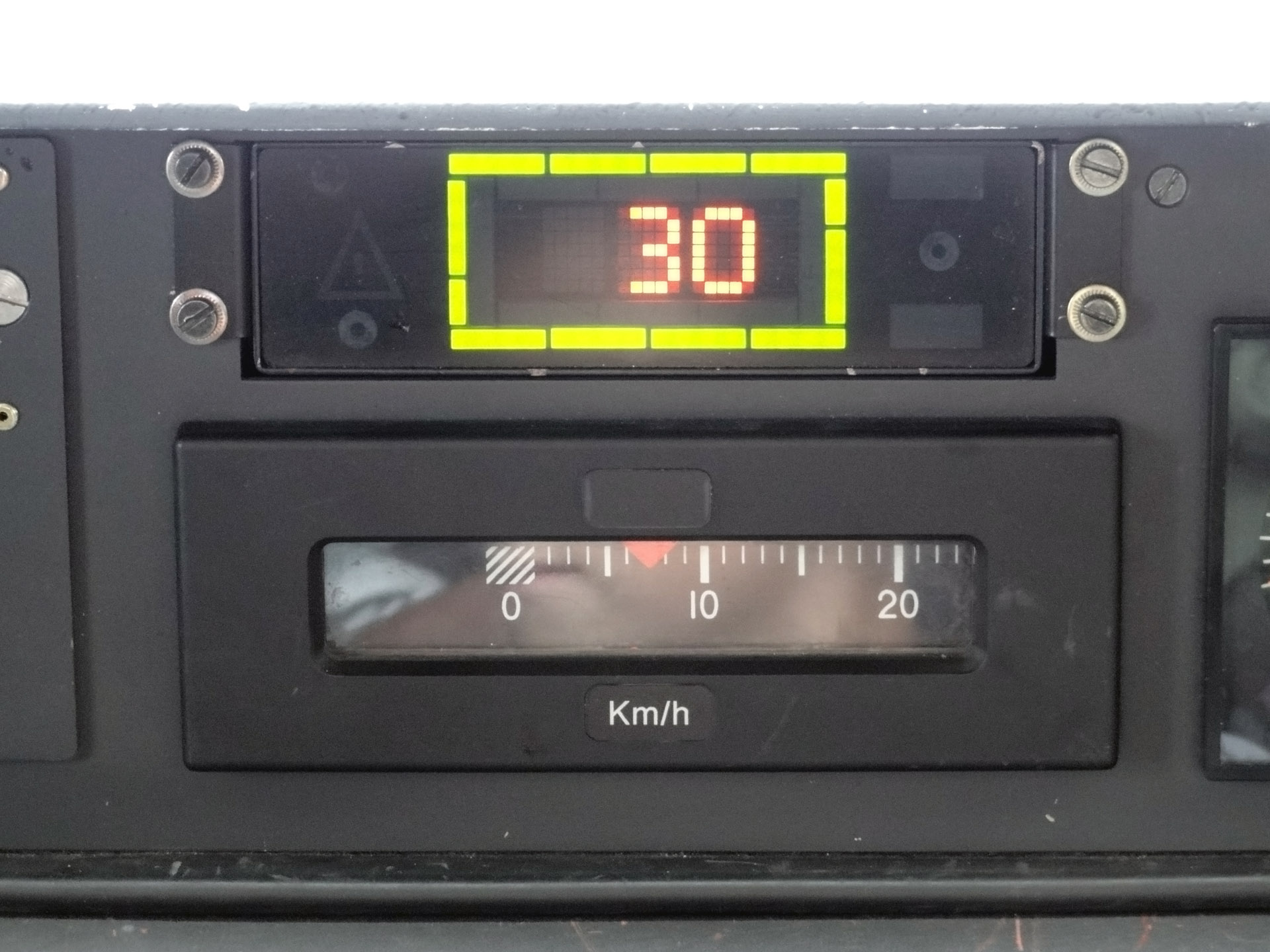
SACEM-ontvanger in een trein.

Het Système d'aide à la conduite, à l'exploitation et à la maintenance, of kortweg SACEM, is een cabinesignalerings- en treinbeïnvloedingssysteem dat wordt gebruikt op de centrale sectie van de RER A, tussen de stations Nanterre-Préfecture en Vincennes.

## Werking
SACEM maakt gebruik van lussen, die informatie verstrekken over de locatie van treinen, en geeft deze informatie dan door aan de treinen op het spoor. In de trein staat een ontvanger, die deze informatie vertaalt naar een maximumsnelheid, een rood licht (als stopteken) en/of een waarschuwingsteken, welke wordt gebruikt als de maximumsnelheid wordt verlaagd. Het niet aanhouden van de maximumsnelheid binnen enkele seconden resulteert in een snelremming.
Dankzij SACEM worden de gewone lichtseinen langs de baan overbodig. De betreffende lichtseinen tonen, als SACEM actief is, alleen een wit Andreaskruis, om te tonen dat het sein nog wel werkt. Alleen de richtingseinen en de stop-tonende seinen blijven wel werken onder SACEM. Als SACEM en de gewone lichtseinen een tegenstrijdige signalering opleggen is het meest restrictieve teken de maximumsnelheid.
Het systeem, dat een voorbeeld is van moving block-technologie, zorgt ervoor dat de opvolgtijd tussen twee treinen gereduceerd kan worden van 105 seconden naar 90 seconden in de stations, en van 150 seconden naar 120 seconden in de tunnels. Hierdoor kan de RER A als een volwaardige metro functioneren. 

## Uitbreiding en vernieuwing
In een actieplan van de RATP staan plannen om het gebied dat uitgerust is met SACEM uit te breiden naar Neuilly-Plaisance en mogelijk ook tot Noisy-le-Grand - Mont d'Est. In hetzelfde actieplan staan echter ook plannen om SACEM tussen nu en 2020 te vervangen door het NExT-systeem.